# Gerrit Beckert
Gerrit Beckert (* 28. Juli 1958) ist ein ehemaliger deutscher Fußballspieler. 1986/87 spielte er für die Betriebssportgemeinschaft (BSG) Fortschritt Bischofswerda in der DDR-Oberliga, der höchsten Liga im DDR-Fußball.

## Sportliche Laufbahn
Mit 18 Jahren bestritt Gerrit Beckert für die 2. Mannschaft von Dynamo Dresden in der zweitklassigen DDR-Liga sein erstes Punktspiel im Männerbereich. Am letzten Spieltag der Saison 1975/76 wurde er im Lokalderby gegen die FSV Lokomotive Dresden (2:2) wurde Beckert von Trainer Siegfried Gumz als Mittelfeldspieler eingesetzt. In dieser Saison gehörte Beckert noch zum Kader der Juniorenmannschaft von Dynamo, mit der er in der Juniorenoberliga in der Regel als Mittelstürmer eingesetzt wurde. 1976/77 trat er für die Dynamos in der Nachwuchsoberliga an. Dort fand er unter dem neuen Trainer Horst Brunzlow keine Stammposition und wechselte zwischen Angriff und Mittelfeld. Zudem fehlte er bei mehreren Spielen.
Anschließend fand Dynamo Dresden für Beckert keine Verwendung mehr, und Beckert musste in die drittklassige Bezirksliga zur Betriebssportgemeinschaft (BSG) Empor Tabak Dresden wechseln. Bis 1982 verblieb er mit der BSG Empor in der Bezirksliga, bis der Aufstieg in die DDR-Liga gelang. In der Spielzeit 1982/83 spielte Beckert wieder im höherklassigen Männerbereich. Er wurde hauptsächlich als Linksaußenstürmer eingesetzt, bestritt 20 der 22 Ligaspiele und erzielte dabei vier Tore. Obwohl die Dresdner unter zwölf Mannschaften in ihrer Ligastaffel den neunten Platz erreichten, mussten sie wieder in die Bezirksliga absteigen, da die DDR-Liga von fünf auf zwei Staffeln reduziert wurde. Gerrit Beckert blieb anschließend noch für zwei Spielzeiten bei der BSG Empor Tabak.
Zur Saison 1986/87 schloss er sich dem Aufsteiger in die DDR-Oberliga Fortschritt Bischofswerda an. Obwohl in der Oberliga unerfahren, gehörte der 1,80 m große Beckert von Beginn an zur Stammelf und fehlte in den 26 Punktspielen nur dreimal. Von Trainer Horst Rau wurde er in der Regel im Angriff aufgeboten, und bereits bei seinem dritten Oberligaspiel erzielte Beckert im Heimspiel gegen den 1. FC Union Berlin sein erstes von drei Oberligatoren. Auch mit der BSG Fortschritt musste Beckert bereits nach einer Saison wieder absteigen. In der DDR-Liga-Saison 1987/88 war er zunächst als Stürmer wieder Stammspieler. In der Hinrunde bestritt er 15 der 17 Ligaspiele und schoss zwei Tore, in der Rückrunde fiel er zwölf Punktspiele lang aus und kam erst in den letzten fünf Ligaspielen wieder zum Einsatz. Dabei stand er jedoch nur zweimal in der Startelf. 1988/89 bestritt er nur in der Hinrunde noch einmal acht Spiele in der DDR-Liga-Mannschaft, wobei er seine letzten beiden Tore erzielte. Anschließend schied er aus dem Ligakader der BSG Fortschritt aus und beendete seine Laufbahn im Leistungsfußball.
Noch Anfang der 2000er-Jahre war als Freizeitkicker beim FV Dresden 06 Laubegast aktiv.